# 대전동신과학고등학교 비룡천문대
대전동신과학고등학교 비룡천문대(DDSHS Biryong Observatory)는 대전광역시에 위치한 천문대로, 대전동신과학고등학교 부설 천문대로서 천문학 교육 및 연구를 수행하고 있다.

 2024년 국내 16번째로 국제천문연맹 산하 소행성 센터(IAUMPC)로부터 소행성 관측지 인가를 획득하여 관측소 코드 'P68'을 부여받았다.

## 시설
대전동신과학고등학교 비룡천문대는 {\displaystyle 190m^{2}}규모로, 대전동신과학고등학교 본관동 5층에 위치하고 있다.
주 관측실은 지름 5m의 원형관측돔 및 원격관측실로 이루어져 있으며, 구경 500mm의 반사 망원경으로 CCD와 원격 관측 시스템을 활용하여 관측을 수행할 수 있다.
보조관측실은 길이 10.5m, 폭 6m의 슬라이딩돔으로서 3기의 Takahashi TOA-150 굴절망원경과 2기의 Takahashi MEWLON-300CRS 반사망원경, 1기의 태양 관측 망원경이 설치되어 있다.